# Entosthodon squarrifolius
Entosthodon squarrifolius là một loài Rêu trong họ Funariaceae. Loài này được (Broth.) Paris mô tả khoa học đầu tiên năm 1900.